# Split Enz
 Der er for få eller ingen kildehenvisninger i denne artikel, hvilket er et problem. Du kan hjælpe ved at angive troværdige kilder til de påstande, som fremføres i artiklen.

Split Enz var et new zealandsk rockband, der oplevede sin største popularitet i 1970'erne og 1980'erne. Det blev grundlagt i 1973 af Tim Finn og Phil Judd, og havde en række andre medlemmer i løbet af sin eksistens. Split Enz har otte sange på APRA Top 100 New Zealand Songs of All Time, hvilket er mere end noget andet band.
Split Enz nåede at få ti album, inklusive syv studiealbum, i top 10 på Official New Zealand Music Chart. Fra 1980 til 1982 havde bandet fire nummer et-hits i New Zealand og tre i Australien. Gruppen fik også to album i top 10 på Canadian Albums Chart, to der nåede top 50 på Billboard 200 og ét album kom i top 50 på UK Albums Chart. Deres eneste nummer et-single var "I Got You" (1980), der toppede hitlisterne i både New Zealand og Australien. Andre af gruppens top 10 hits inkluderer "One Step Ahead" (1980), "History Never Repeats" (1981), "Dirty Creature" (1982), og "Six Months in a Leaky Boat" (1982).

## Diskografi
- Mental Notes (1975)
- Second Thoughts (1976)
- Dizrythmia (1977)
- Frenzy (1979)
- True Colours (1980)
- Waiata/Corroboree (1981)
- Time and Tide (1982)
- Conflicting Emotions (1983)
- See Ya 'Round (1984)